# IS12T
Windows Phone IS12T （ウィンドウズ フォン あいえす いちにてぃー）は、富士通東芝モバイルコミュニケーションズ（東芝ブランド、現・FCNT）によって日本国内向けに開発された、auブランドを展開するKDDIおよび沖縄セルラー電話のISシリーズの一つで、第3世代/3.5世代移動通信システム（CDMA 1X WIN、別称au 3G）対応ストレート型スマートフォンである。製造型番はTSI12。

## 概要
2011年（平成23年）7月27日にKDDI、並びに日本マイクロソフト、富士通東芝（当時、以下同じ）より公式発表された。
世界初のWindows Phone 7.5（Windows Phone OS 7.1、コードネーム「Mango」）を搭載したスマートフォンである。また、日本国内で通信事業者が一般向けに販売する機種（音声端末）としては唯一のWindows Phone端末でもある。
microSDカードなどの外部メモリ用スロットはない。内部メモリは約32GBの容量が搭載されており、うちユーザーが利用できるのは最大約28GBまでである。
発売時はEZwebメールに対応せず、Windows Live HotmailなどのPCメールの利用が案内されていた。2011年10月には対応したものの、プッシュ方式ではなく、一定時間ごとに取得するフェッチ仕様である。受信間隔は最短で30分に一度であるため、それ以上の頻度で受信が必要な場合は、手動で受信操作を行う必要がある。また、無線LAN経由の送受信は不可能である。
IS11S同様、SIMロックはされているものの、「最初に挿入したau ICカード以外は使用不可」という制限がないため、4G LTE契約のもの以外の他の契約のau ICカードを利用することができる。
Cメールは、発売当初は国内での受信のみ利用できた。2012年（平成24年）1月19日実施のソフトウェアアップデートにより、国内での送信に対応した。海外ローミング時は、同年2月16日のアップデートにより対応した。L800MHz帯（旧800MHz帯・CDMA Bandclass 3）エリアでの送信はできなかった。
富士通東芝は2012年4月1日に富士通モバイルコミュニケーションズに社名変更しているため、富士通東芝として開発したWindows Phoneは本機が唯一である。
本機のCMは他の富士通東芝製・東芝ブランドの製品と同様富士通名義だった。
2015年（平成27年）6月18日にマウスコンピュータから「MADOSMA Q501」が登場するまでは、日本国内唯一のWindows Phone OS搭載スマートフォンだった。また同日現在、店頭販売は全ての地域で終了している。なお、公式通販サイトであるau Online Shopでは2014年9月まで在庫販売が行われていた。

## 沿革
- 2011年（平成23年）7月6日 - 連邦通信委員会 (FCC) を通過[5]。
- 2011年7月16日 - 日本経済新聞社より後日の発表に関する報道。
- 2011年7月27日 - KDDI、および日本マイクロソフト、富士通東芝モバイルコミュニケーションズ（当時）より公式発表。
- 2011年8月25日 - 北海道、東北、関東、中部、関西、九州、沖縄地区にて先行発売。
- 2011年8月26日 - 北陸、中国地区にて発売。
- 2011年8月27日 - 四国地区にて発売。当初は同年9月中旬の予定だったが、発売日が前倒しされた。
- 2011年10月3日 - 『2011年度 グッドデザイン賞』を受賞[6]。これと同時にWindows Phone 7自体も同賞を受賞している[7]。
- 2011年10月27日 - IS12T専用EZwebメール用アプリがMarketplaceにて提供開始されEZwebメールに正式対応した。画像は最大で5つ（最大約2MBまで）添付することができる。デコレーションメールは送信はできないが受信して表示することは可能。au独自の絵文字にも対応する。メールの自動受信は、30分おきにメールサーバーへアクセスする設定であり変更できない。Windows Phoneの仕様として、バッテリー残量が少ない場合は省電力のためメールサーバーへのアクセス頻度が低下するが、手動操作によって受信することが可能である。ただしWi-Fi（無線LAN）経由での利用は非対応で、CDMA（3G）回線でのみ利用できる。なおWi-Fiに接続した環境下でも、CDMAのエリアでは利用可能であり、海外でも利用できる。[8][9]。
- 2012年（平成24年）1月19日 - Cメールの国内送信や緊急速報メールなどに対応するソフトウェアアップデートを開始。
- 2012年4月13日 - au Wi-Fi接続ツールに対応。別途Marketplaceからダウンロードする必要がある[10]。
- 2012年7月22日 - L800MHz帯（旧800MHz帯・CDMA Band Class 3）エリアによる音声・データ通信サービスの停波により、それ以降はN800MHz（新800MHz帯・CDMA Band Class 0 Subclass 2）帯エリア、および2GHz（CDMA Band Class 6）帯エリアの各音声・データ通信サービスで利用する。
- 2012年8月 - 北海道地区にて販売終了。
- 2012年9月 - 四国地区にて販売終了。
- 2012年12月 - 関東、北陸（シトラス、およびブラック）、関西、中部、中国、沖縄地区にて販売終了。
- 2013年（平成25年）1月30日 - Windows Phone 7.8へのアップデートを開始[11]。
- 2013年3月15日 - Windows Phone 7.8のアップデートに不具合が見つかったため、アップデートを一時停止。具体的な不具合は一部のアプリケーションのライブタイルが正常に表示されないほか、ストリーミング・サービスによるクライアントアプリでWMAタイプのストリーミング形式で配信されているコンテンツが再生されない点などが挙げられる[12]。
- 2013年6月 - 東北地区にて販売終了。
- 2013年12月 - 九州地区にて販売終了。
- 2014年（平成26年）10月14日 - マイクロソフトによるWindows Phone 7.8のサポートが終了。
- 2022年（令和4年）3月31日 - 当端末がサポートするCDMA 1X WINサービスの終了・停波により利用不可となる（Wi-Fi接続時除く）。

## プリインストールアプリ

### Windows Phone 7 の標準アプリ
- Games Hub (Xbox LIVE)
- Internet Explorer Mobile 9
- Music + Videos Hub (Zune)
- Office Hub (Microsoft Office)
- People Hub
- Pictures Hub
- Outlook相当のPIMメール、電話帳、カレンダー機能
- FMラジオ - FMラジオ受信用のアンテナが内蔵されていないので、この機能を使用する場合、別売りのイヤホンが必要である。

### IS12T の独自アプリ
- GREE
- jibe for IS12T
- NAVITIME
- ぐるなび
- リンクキャビネット（DLNA対応機器連携）

## 主な機能・サービス

### Windows Phone 7 の標準機能
- Marketplace機能は日本専用のマーケットをマイクロソフトが提供する。利用する際には別途、Microsoft アカウントの登録が必須となる。
- Internet Explorer では、携帯サイト (ezweb) は閲覧できない。
- Windows Live Messengerの機能。
- Windows Live SkyDrive（現・OneDrive）との統合。文書の閲覧ができるほか、画像のアップロードなどにも対応する。2012年4月までは約25GBまでは無料で利用可能だったが、現在は7GBに縮小された。なお、それ以前に使用を開始していた場合は無料で25GBに戻すこともできる。

### IS12T の独自機能
- スーパーはっきりボイス3
- Cメール - 当初は受信のみ[13]対応した。国内での送信は2012年1月19日のアップデートで対応した。2月16日から配信されたアップデートにより、海外ローミング時の送受信に対応した。なお、国内では、L800MHz帯エリアでの送信はできない。

| 主な機能・対応サービス                                                       | 主な機能・対応サービス | 主な機能・対応サービス              | 主な機能・対応サービス                                                             |
| ---------------------------------------------------------------------------- | --- | ----------------------------------- | ---------------------------------------------------------------------------------- |
| Webブラウザ (Internet Explorer 9)                                            | LISMO! メディアプレイヤー (Zune) (music.jpアプリ（利用には別途Marketplaceよりダウンロードが必要）) (レコチョクアプリ) LISMO WAVE | おサイフケータイ                    | ワンセグ FMラジオ                                                                  |
| au one メール PCメール Gmail EZwebメール（無線LANでの利用不可）              | デコレーションメール デコレーションアニメ                                                                                        | Skype au Skype for Windows Phone    | PCドキュメント                                                                     |
| au Smart Sports Run & Walk Karada Manager ゴルフ（ウェブ版） Fitness、歩数計 | GPS 方位計 | au oneナビウォーク au one助手席ナビ | au one ニュースEX au one GREE（プリセットアプリであるWindows Phone版で対応）       |
| じぶん銀行                                                                   | 緊急地震速報 緊急速報メール（アップデートにて対応）                                                                              | Bluetooth                           | 無線LAN機能 (Wi-Fi) IEEE 802.11b/g/n (2.4GHz 12-14ch非対応) +WiMAX (モバイルWiMAX) |
| 赤外線通信                                                                   | WIN HIGH SPEED | グローバルパスポート (CDMA・GSM)    | auフェムトセル                                                                     |
| microSD microSDHC                                                            | モーションセンサー（6軸） | 防水機能対応 防塵機能対応           | 簡易留守録 着信拒否設定                                                            |

- 安心セキュリティパック、およびauスマートパスは非対応

## 注
1. ↑  2012年7月23日より利用不可
2. ↑  対応プロファイルはHFP, HSP, A2DP, AVCTP , AVRCP , PNAP, SDP, GAVDP Bluetooth SIG の製品リストより
3. ↑  “秋葉原と有楽町で発売記念セレモニー：Windows Phone IS12T発売、「全力で巻き返しを図りたい」――MS樋口氏”. ITmedia +D モバイル. (2011年8月25日)
4. ↑  au Online Shop IS12T
5. ↑  fcc.gov YUW-TSI12
6. ↑  グッドデザインファインダー「2011年度 グッドデザイン賞 受賞」（IS12T）
7. ↑  グッドデザインファインダー「2011年度 グッドデザイン賞 受賞」（ウィンドウズ フォン）
8. ↑  〈お知らせ〉 「Windows® Phone IS12T」におけるEメール (～@ezweb.ne.jp) の対応について - KDDI（2011年10月26日）
9. ↑  〈お知らせ〉 「Windows® Phone IS12T」におけるEメール (～@ezweb.ne.jp) の対応について〈別紙〉 - KDDI（2011年10月26日）
10. ↑  au Wi-Fi SPOT > 利用方法 > auスマートフォン IS12T （au） - KDDI（2012年4月13日）
11. ↑  Windows (R) Phone IS12T OSアップデートについてのお知らせ | スマートフォンなどアップデート | au(KDDI) 2013年1月30日。
12. ↑  Windows® Phone IS12T (Windows Phone 7.8) アップデート情報 | au(KDDI) 2013年3月15日。
13. ↑  「Windows Phone IS12T」の発売について〈別紙〉 - KDDI（2011年7月27日）
14. ↑  Skype for Windows Phoneの正式版がリリースされました！ - Skype 日本語ブログ(2012年4月23日)